# Quella certa età (film 1938)
Quella certa età (That Certain Age) è un film del 1938 diretto da Edward Ludwig.

## Trama
Alice Fullerton, vivace quindicenne figlia dell’editore di giornale Gilbert Fullerton e della comprensiva Dorothy, si entusiasma per l’iniziativa di un gruppo di boy scout guidati da Ken Warren, un ragazzo intraprendente che vuole allestire uno spettacolo al fine di raccogliere fondi per organizzare il campeggio. Alice si propone subito di aiutarli e ottiene il permesso di usare la grande casa di famiglia per le prove dello spettacolo che stanno preparando. Quando viene accettata anche lei nel gruppo come parte dello show, la sua felicità è completa. Tuttavia, l’arrivo inatteso di Vincent Bullitt, giornalista ospite in cerca di tranquillità per finire un articolo, rischia di mandare tutto all’aria: il padre di Alice gli ha offerto la casa per qualche tempo. Preoccupata che gli scout vengano sfrattati, Alice escogita un piano fantasioso per spaventare Vincent, fingendo che la casa sia infestata. Ma Vincent scopre l’inganno e, colpito dall'onestà di Alice, decide di andarsene ma è Gilbert ad opporsi. Alice, quindi, scopre che Vincent è malato ed allora cambia atteggiamento e inizia ad accudirlo con affetto, sviluppando anche un’infatuazione per lui. Intanto Ken, geloso e deluso, le fa un dispetto: assegna il suo ruolo nello spettacolo a Mary Lee. La situazione si complica quando, in occasione di una festa, Alice vende alcuni oggetti per comprare un accendino da regalare a Vincent e prende in prestito un elegante abito dalla madre, che però si oppone con fermezza. Umiliata, Alice si chiude in se stessa. Ken rivela ai genitori di lei che Alice si è innamorata di Vincent, e Dorothy cerca di parlarle per dissuaderla. Il tutto culmina in una serata in cui verità e bugie si intrecciano e l'arrivo di una giornalista di nome Grace Bristow, la donna di Vincent, porta Alice a un’importante presa di coscienza e a un ritorno sul palcoscenico.